# Charlie's Angels (videogioco)
Charlie's Angels è un videogioco picchiaduro a scorrimento sviluppato da Neko Entertainment e pubblicato da Ubisoft per PlayStation 2 e GameCube. Fu convertito anche per Xbox, Game Boy Advance e Microsoft Windows; ma tutte e tre le versioni furono cancellate.
Charlie's Angels è basato sul primo e il secondo film della serie. Segue le avventure delle investigatrici private Alex Munday (Lucy Liu), Dylan Sanders (Drew Barrymore) e Natalie Cook (Cameron Diaz) che tentano di risolvere il mistero riguardante la scomparsa di alcuni monumenti nazionali. Le eroine non usano armi da fuoco ma possono usare oggetti contundenti e altri oggetti sparsi per i livelli.
Il gioco è noto per essere stato stroncato dalla critica ed è stato considerato uno dei peggiori videogiochi mai realizzati.

## Giocabilità
Nei vari livelli di gioco si affrontano gruppi di nemici tramite combinazioni di calci e pugni o usando armi; per proseguire nella prossima area del livello, il giocatore deve sconfiggere il rispettivo gruppo di nemici, in quanto, durante un combattimento, è impossibile muoversi verso un'altra area a causa di muri visibili che bloccano la strada. Durante il gioco è possibile passare da un'Angel all'altra, ma questa opzione non è disponibile durante un combattimento e non è necessaria per completare il gioco. Occasionalmente, un'Angel dovrà compiere una determinata operazione come premere un tasto, spingere una leva o accedere a un computer così da consentire ad un'altra Angel di procedere. La maggior parte dei livelli termina quando tutte le Angels hanno completato il loro attuale obiettivo.
È possibile sbloccare trailer e fotografie dal film Charlie's Angels - Più che mai raccogliendo oggetti come bobine e memory stick, che sono nascosti in ogni livello.

## Trama
Il gioco inizia su una passerella di un concorso di bellezza sulla spiaggia. Indossando costumi da bagno, Natalie e Alex devono combattere individualmente e farsi strada dalla spiaggia attraverso il quartiere e i magazzini fino al porto. Unendosi li con Dylan, le tre continuano a lottare ed avanzare verso una serie di ulteriori luoghi.

## Accoglienza
Il gioco ha ricevuto recensioni prettamente negative, GameRankings ha assegnato alla versione GameCube un punteggio medio del 24% che detiene il punteggio più basso del sito. Metacritic dà un punteggio medio di 23/100. GamesRadar lo classificò al 50º posto dei giochi peggiori mai realizzati commentando che il gioco è peggiore del film su cui si basa.